# 쫓기는 자매
쫓기는 자매(Sisters)는 러시아 연방에서 제작된 세르게이 보도로프 주니어 감독의 2001년 영화이다. 오크사나 아킨쉬나 등이 주연으로 출연하였다.

## 출연

### 주연
- 오크사나 아킨쉬나

### 조연
- 키릴 피로고브
- 드리트리 오로브
- 안드레이 크라스코
- 알렉산드르 바쉬로브
- 세르게이 보드로프 주니어